# За всё надо платить
За всё на́до плати́ть — детективный полицейский роман Александры Марининой, вышедший в 1995 году.

## Сюжет
Старый знакомый Каменской мафиози Денисов («Игра на чужом поле», «Убийца поневоле») обращается к Насте с просьбой найти убийцу жены его австрийского друга. Каменская берётся помочь Денисову и выходит на след стоящей за австрийским убийством преступной организации, на счету которой оказывается ряд странных смертей научных и творческих работников. Но уже вскоре Насте начинают вставлять палки в колеса Арсен и его «контора» («Украденный сон»). Факт сотрудничества Каменской с Денисовым становится достоянием гласности, в результате чего её отстраняют от работы и подвергают служебному расследованию. И у неё не остаётся вариантов, кроме как попробовать справиться с «конторой» своими силами. Но для этого надо понять, что же задумал Арсен.
«Всё произведение строится на том, как незадачливый „ученик чародея“ доктор Бороданков параллельно пытается добыть заветный манускрипт и, действуя на свой ум, отправляет пациентов на тот свет в самостоятельных поисках заветной формулы препарата под названием „лакреол“».

## Отзывы и критика
Изучая на примере массовой литературы 1990-х и 2000-х годов новые явления русской речи и основные приёмы и цели их использования, В. Г. Дидковская отмечает в романах Марининой высокую плотность фразеологизмов, причём употребление их «преимущественно единицами персонажной сферы художественного текста».
Иоанна Оржеховска находит в романах Марининой «характерное для русской языковой картины мира противопоставление провинции столице», причём оно «вызывает у россиян проживающих за границей культурный шок».

## Адаптации и переводы
Роман был экранизирован режиссёром Юрием Морозом во второй части телесериала «Каменская».